# Cal Valeri (Foradada)
Cal Valeri és una casa del poble de Montsonís, municipi de Foradada (Noguera), protegida com a bé cultural d'interès local.

## Descripció
La casa coneguda com a Cal Valeri es troba al centre del petit nucli de Montsonís, al número 8 del carrer Major. Es tracta d'una casa entre mitgeres, que consta de planta baixa i primer pis, de teulada a doble vessant amb el carener paral·lel a la línia de façana, la qual afronta a ponent. Està construïda, en la seva planta baixa, amb aparell irregular de carreuons poc o gens desbastats de diverses mides lligats amb morter de calç, i en el pis superior amb maçoneria de morter probablement construïda mitjançant encofrat.
La façana principal, que afronta amb el carrer Major, té quatre obertures: la porta, de doble fulla i d'arc carpanell de dovelles, amb carreus més regulars que els de la resta de la façana a banda i banda. A la dovella clau hi ha esculpit l'anagrama «Ave Maria», amb una 'A' inscrita dins una 'M' sota un pont de dos ulls. A la dreta de la planta baixa hi ha un petit finestró rectangular. Al primer pis s'obren dos finestrals rectangulars, d'aproximadament la mateixa mida totes dues, amb arc de llinda i carreus regulars formant cadena a banda i banda. En un dels carreus del finestral de la dreta hi ha la llegenda 'Plasa de la Costutision 1820' (sic) en lletra capital romana i que pertany a l'època en què la casa era la seu de l'ajuntament. Sobre aquests finestrals es disposa una faixa encofrada de gairebé un metre d'amplada fins a la línia del ràfec, que és resolt amb tres nivells de maó i teula. Al centre del carener hi ha la xemeneia, rectangular. A la part posterior de la casa hi ha un petit pati que afronta amb el carrer del Migdia.

## Història
Amb probable origen en el segle xii, la casa fou reedificada el 1786 i fou seu de l'ajuntament de Montsonís fins que va passar a mans de la família Valeri, que donà el nom a la casa. Actualment està rehabilitada i reformada en el seu interior i dedicada al turisme rural.
La inscripció 'Plasa de la Costutision 1820', se salvà de la destrucció decretada per ordre governativa gràcies a l'arrebossat de la façana. Va ser redescoberta en ser rehabilitada.